# Tucupido (Venezuela)
Pour les articles homonymes, voir Tucupido.
Tucupido est une ville de l'État de Guárico au Venezuela, capitale de la paroisse civile de Tucupido et chef-lieu de la municipalité de José Félix Ribas.